# Heinrich Gustav Blechschmidt

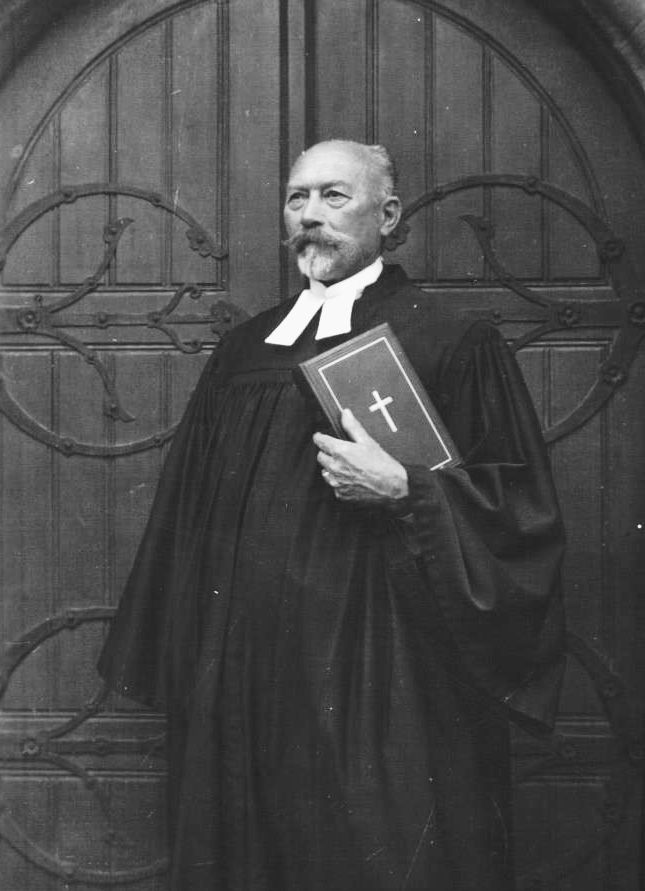
Heinrich G. Blechschmidt vor dem Hauptportal der Bergkirche Schleiz (1932)

Heinrich Gustav Blechschmidt (* 8. August 1867 in Görkwitz; † 5. Januar 1946 in Schleiz) war ein deutscher Gymnasialprofessor und evangelischer Pfarrer, der von 1907 bis zu Beginn der 1930er Jahre in Schleiz wirkte, wo er sich beruflich, gesellschaftlich und politisch sehr engagierte.

## Leben und beruflicher Werdegang
Geboren wurde Heinrich G. Blechschmidt in Görkwitz als dritter Sohn des dortigen Schullehrers, Müllers (Mittelmühle) und Holzhändlers Friedrich Gustav Blechschmidt (* 18. Februar 1827; † 3. September 1884) und dessen Ehefrau Bertha Fritsch (* 19. April 1841; † 16. Oktober 1893), einer Lehrerstochter aus Neuensalz b. Plauen. Grundschulbesuch von 1874 bis 1878 in Görkwitz, dann Wechsel in das Fürstlich-Reußische Gymnasium Rutheneum in Schleiz (heute: Dr.-Konrad-Duden-Gymnasium). Nach dem Abitur Militärdienst und Beginn des Theologiestudiums in Leipzig, das er 1891 abschloss. Es folgte ein Jahr Hospitation am Landesseminar für Lehrer und in der Taubstummenanstalt der Stadt Schleiz. Am 20. Dezember 1891 Ordination in Gera-Untermhaus, ein Jahr später nach erfolgreicher Anstellungsprüfung vikarische Tätigkeit in Bad Köstritz. Danach von 1893 bis 1896 Pfarrer und Lehrer in Hohenleuben, wo er am 15. August 1895 Marie Sophie Kruse (* 21. Dezember 1875 in Hummerntrup (Kreis Lippe); † 16. März 1918 in Schleiz) heiratete. Aus dieser Ehe sind elf Kinder hervorgegangen. Fünf seiner Kinder sind noch zu seinen Lebzeiten verstorben bzw. im Zweiten Weltkrieg gefallen. Eine zweite, 1920 mit Elsa Weißker (* 8. Mai 1871) geschlossene Ehe, wurde fünf Jahre später wieder geschieden.
Zum 1. Oktober 1896 Berufung als Pfarrer und Lehrer nach Hirschfeld. Ab dem 1. Januar 1907 Gymnasialprofessor am Fürstlichen Gymnasium Rutheneum ebenso wie an der Privaten Höheren Mädchenschule, die bis zur Neuordnung des Schulwesens im Freistaat Reuß Ende des Ersten Weltkrieges existierte. Eine Beförderung zum stellvertretenden Leiter der Schule hat er aus persönlichen Gründen abgelehnt. Am 1. November 1930 erfolgte aus Krankheitsgründen (Tbc) die vorzeitige Versetzung in den Ruhestand. Während der gesamten Zeit in Schleiz auch Predigttätigkeit dort und in den übrigen Kirchen des Kreises. Nach seiner Pensionierung betreute er von 1932 bis 1934 die Pfarren von Oettersdorf und Pörmitz.

## Berufliches, gesellschaftliches und politisches Engagement
Von 1908 bis 1928 war er im Kirchenvorstand von Schleiz und nach dem Ersten Weltkrieg auch im Landeskirchenrat (1917–1920) tätig, wo man die Loslösung vom Staat und die Gründung der Thüringer Kirche vorantrieb. Er war im Vorstand der Inneren Mission ebenso tätig wie im Gustav-Adolf-Verein. Ihm ist es zu verdanken, dass der alte Barockaltar der Kirche in Pörmitz fachkundig restauriert wurde und die Gemäldegalerie aller Schleizer Oberpfarrer ab der Reformation in der Bergkirche der Stadt mit vier Porträts von der Porträtmalerin Hannah von Nathusius (Tochter v. Martin von Nathusius) auf den aktuellen Stand gebracht wurde. Nach dem Ersten Weltkrieg war er Vorsitzender des Ausschusses für die Gefallenen. In dieser Funktion vollzog er in einem Gedächtnisgottesdienst auch die Weihe eines Denkmals an der Bergkirche für die im Ersten Weltkrieg Gefallenen und Vermissten der Stadt am 22. Oktober 1922.
Bereits während seiner Zeit in Hohenleuben engagierte er aktiv im Vogtländischen Altertumsforschenden Verein ebenda und dem Geschichts- und Altertumsforschenden Verein in Schleiz. Mehrere Jahresberichte dieser Vereine hat er zwischen 1894 und 1896 herausgegeben.
1914 wurde er in den Gemeinderat der Stadt Schleiz gewählt, dem er in zwei Perioden angehörte. Zeitweise war er dort Vorsitzender des Finanzausschusses. Dem Kreisrat gehörte er von 1915 bis 1928 als Vertreter der vereinigten bürgerlichen Parteien an, ohne selbst aber Mitglied dieser oder einer anderen Partei zu sein. Hier war er wesentlich beteiligt bei der Neuordnung des Schulwesens in Schleiz, setzte sich für einen Schulneubau in Hirschberg ein und war bei der Planung der Bleilochtalsperre und des Erweiterungsbaus des Schleizer Krankenhauses aktiv. Es gelang ihm auch die Schaffung einer Jugendherberge in Schleiz, die heute allerdings nicht mehr existiert.

## Schriften
Blechschmidt, Heinrich (Hg.)(1894–1896): 61., 62., 63., 64., 65. und 66. Jahresbericht des Vogtländischen Altertumsforschenden Vereins zu Hohenleuben sowie 13., 14., 15., 16., 17., 18. und 19. Jahresbericht des Geschichts- und Altertumsforschenden Vereins zu Schleiz. Hohenleuben: August Oberreuter.